# Metacatharsius tenellus
Metacatharsius tenellus är en skalbaggsart som beskrevs av Müller 1947. Metacatharsius tenellus ingår i släktet Metacatharsius och familjen bladhorningar. Inga underarter finns listade i Catalogue of Life.